# Carex lutea
Carex lutea là một loài thực vật có hoa trong họ Cói. Loài này được Leblond mô tả khoa học đầu tiên năm 1994.

## Hình ảnh

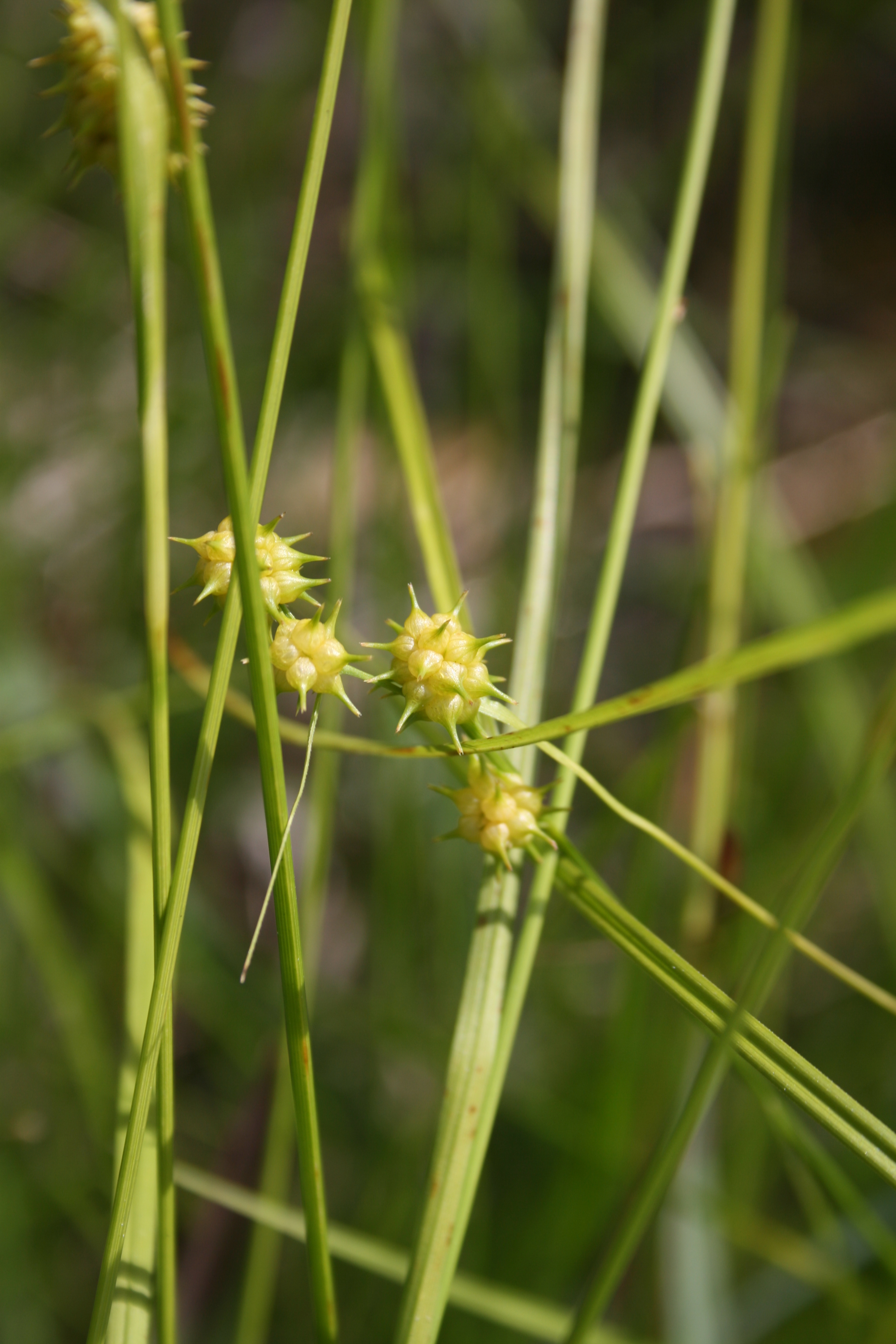
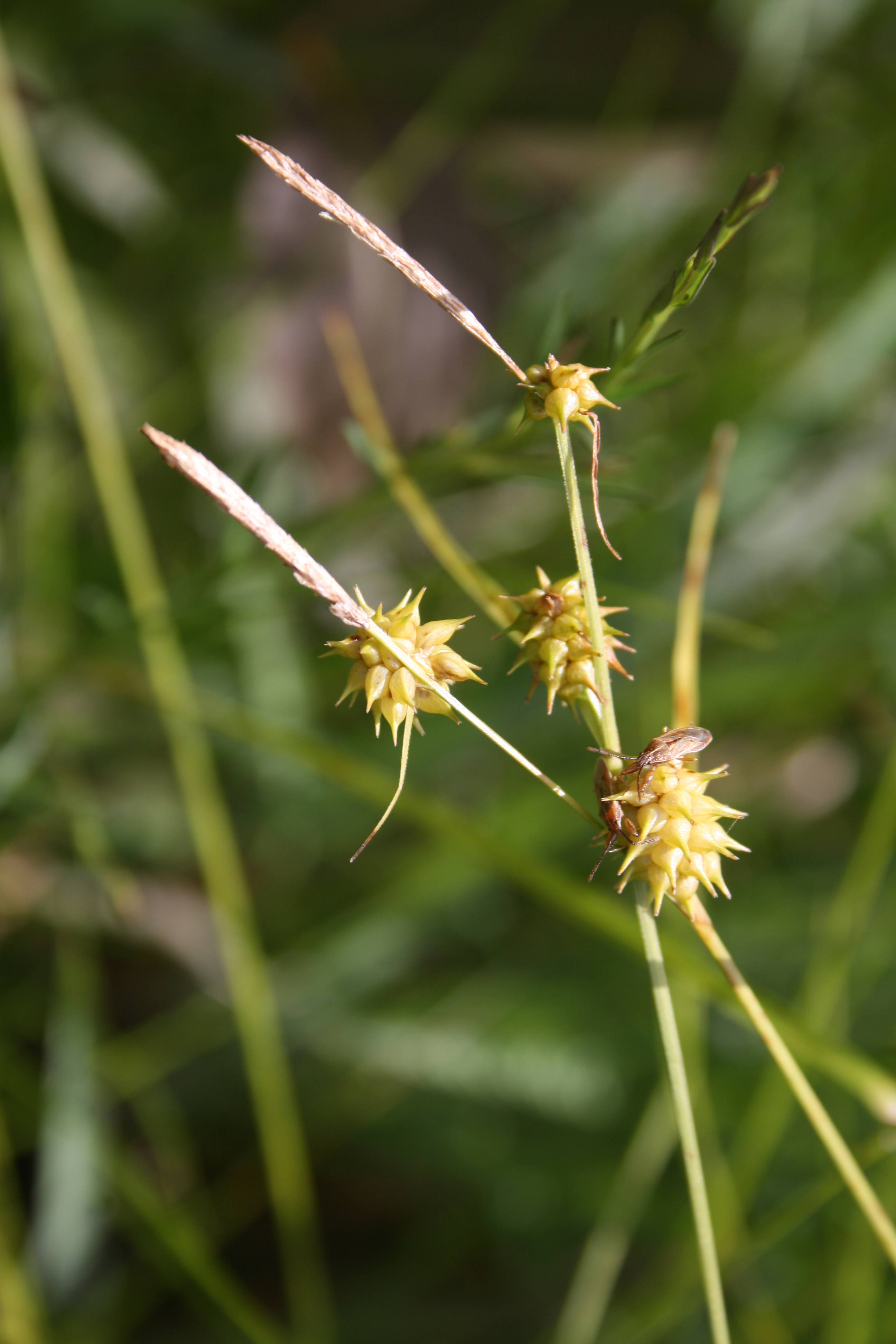
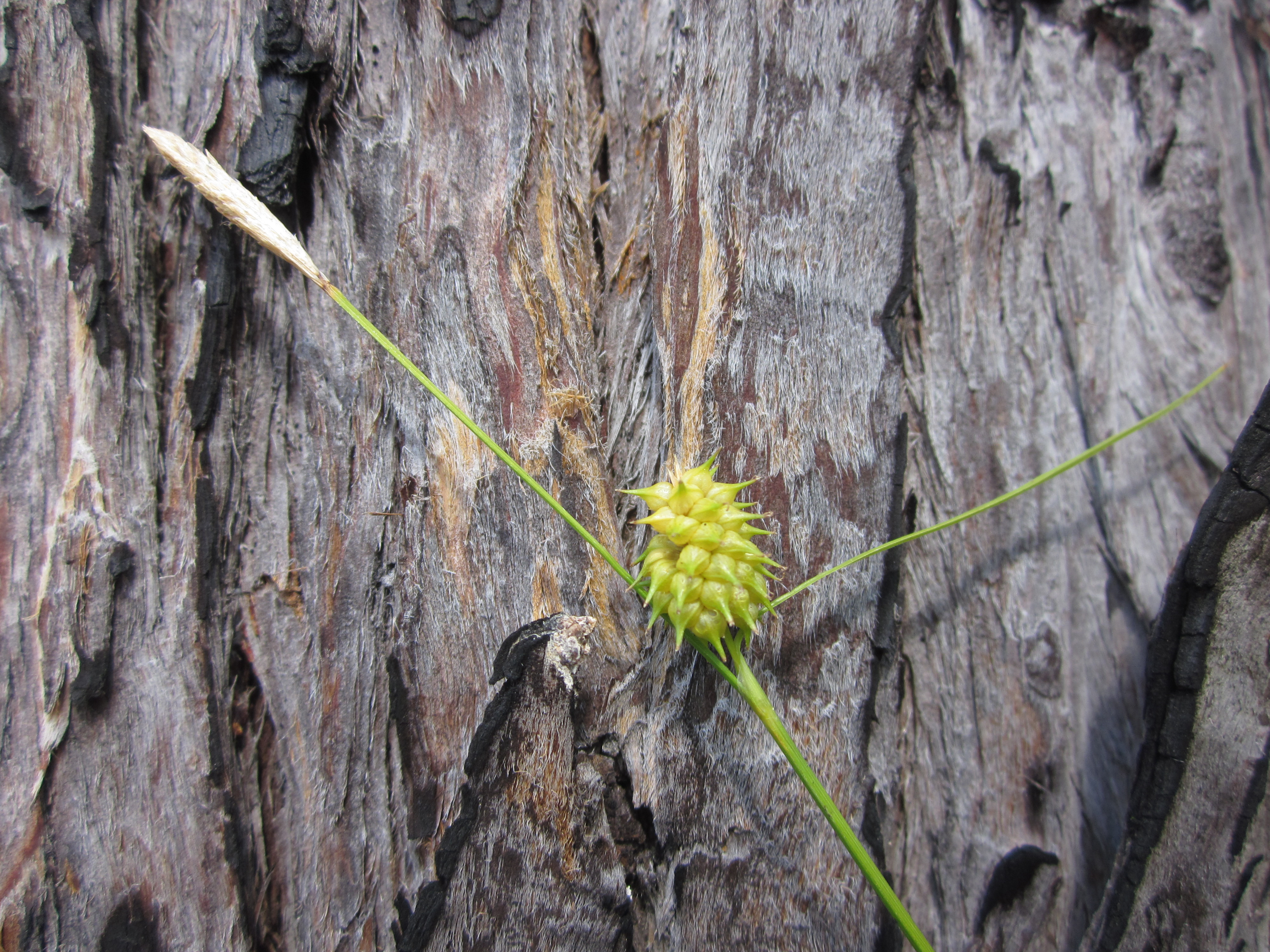